# 世界貿易中心遺址
九一一袭击事件發生後，世界貿易中心遺址通常被稱為歸零地（英語：Ground Zero）或原爆點 ，其災情範圍位於紐約市曼哈顿下城，佔地14.6英畝（5.9公頃）。該場地北臨維西街、西臨西邊公路、南臨自由街、東臨教堂街。紐約與紐澤西港務局擁有該場地的使用權限（原七號樓除外）。原來的世界貿易中心在2001年9月11日的襲擊中被摧毀之前，該建築群一直矗立在原址上。
襲擊發生後，港務局、兆华斯坦地产和曼哈頓下城開發公司（LMDC）按照丹尼爾·里伯斯金工作室的總體規劃監督了該場地的重建，作為新世界貿易中心的一部分。開發商拉里·希尔弗斯坦持有該場地四棟建築的零售和辦公空間租約。

## 土地歷史

### 世界貿易中心興建之前

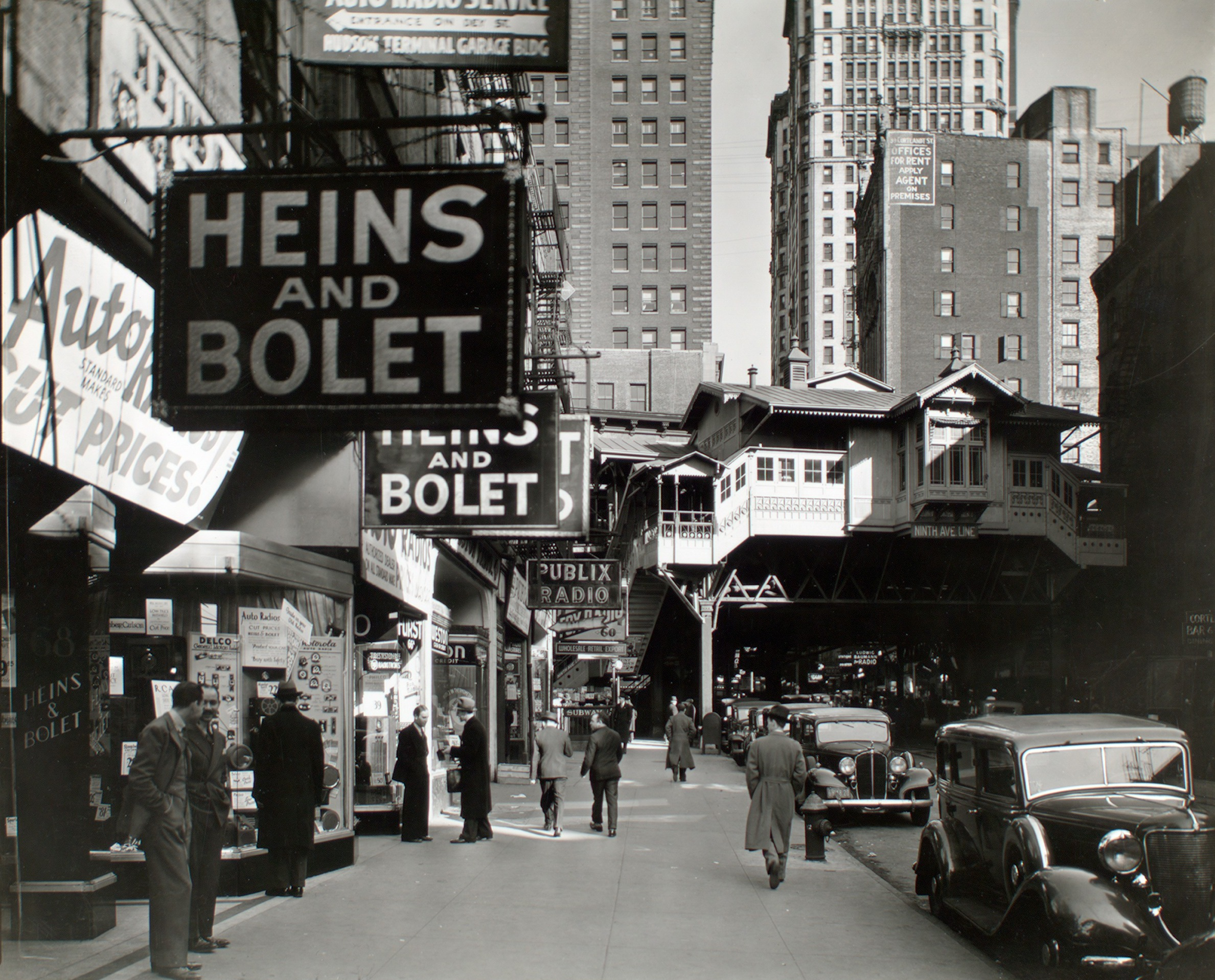
1936年的無線電高臺，背景是科特蘭街車站（已於1940年停運）

世界貿易中心遺址的西側原在哈德遜河之下，其海岸線位於現在的格林威治街附近。1613年11月，在這條靠近格林威治街和前戴伊街交叉口的海岸線上，荷蘭探險家阿德里安·布洛克的船隻泰格號曾在此擱淺，導致布洛克和他的船員被迫在島上過冬。從1797年海岸線延長後，這艘船的殘骸被掩埋在垃圾填埋場下，並在1916年的挖掘工作中被發現。
另一艘18世紀的船隻殘骸於2010年的現場挖掘工作中被發現。這艘船據信是曾在哈德遜河航駛的單桅帆船，位於地表以下約20英尺（6.1公尺）處被發現。20世紀時，世界貿易中心遺址一帶曾經是以無線電高臺及經營各種電子產品商店的商業區域，這些街道和建築在1960年代被拆除以建造世界貿易中心。

### 世界貿易中心
在世界貿易中心竣工時，北塔（一號樓）和南塔（二號樓）被合稱為「雙塔」，成為當時世界上最高的建築，在其後的1975年至1985年之間，其周圍建設了其他建築物，包括三號樓、四號樓、五號樓、六號樓和七號樓。建築成本為4億美元（相當於2021年的27億美元）。該建築群位於紐約市的金融區，擁有13,400,000平方英尺（1,240,000 平方公尺）的辦公空間。
世界貿易中心經歷了1975年2月13日的火災、1993年2月26日的恐怖襲擊爆炸和1998年1月14日的搶劫案。1998年，港務局決定將世界貿易中心私有化，將建築物出租給私人公司管理，並於2001年 7月將租約授予兆華斯坦地產。

#### 九一一袭击事件
2001年9月11日上午，與基地組織有關聯的伊斯蘭恐怖分子劫持了從波士頓飛往洛杉磯途中的美國航空11號班機和聯合航空175號班機，並故意撞向了世界貿易中心。建築在襲擊後不到兩個小時內倒塌。導致塔內和周邊地區的2,606人，包括2,192名平民、343名消防員和71名執法人員，以及兩架客機上的147名平民和10 名劫機者在襲擊中喪生。世界貿易中心倒塌後，醫院人員和執法人員將遺址稱為「原爆點」。

#### 殘骸與清理工程
雙塔的倒塌使整個曼哈頓下城揚起塵土，並在現場留下了數十萬噸的碎片。為了組織廢墟的清理工作並尋找潛在的倖存者、遺體，紐約市消防局將災難現場分為四個區域，每個區域由該地的負責人所領導。清理工人則使用卡車將大部分建築殘骸和碎片從原爆點運至史泰登島的鮮殺垃圾填埋場，也因此也曾受到與九一一袭击事件受害者家庭有關的人士和調查人員質疑，人類遺骸也可能被無意中運到垃圾填埋場的顧慮。
據世界貿易中心災難調查委員會（NIST）稱，當北塔倒塌時，墜落的碎片擊中了附近的七號樓，並在多個樓層點燃了大火。不受控制的大火最終導致七號樓的結構逐漸倒塌。
襲擊發生後不久，周圍的建築物都安裝了紅色網格以防止進一步損壞。2001年11月，4號樓的剩餘部分被夷為平地。
2001年12月，位於教堂街和百老匯之間富爾頓街的臨時觀景台向公眾開放。同月，北塔最後的立柱和六號樓的最後剩餘部分被拆除。早期的估計表明清除殘骸需要一年時間，但清理工作於2002年5月結束，在預算範圍內並且沒有發生嚴重傷害。冬季花園中庭於2002年9月17日重新向公眾開放，這是襲擊後第一個完全恢復的主要結構。
從2002年3月11日開始，八十八盞探照燈被安裝並排列成兩束直射天空的光束。該光雕藝術被稱為光之致敬，最初在2002年4月14日之前每天黃昏點亮。此後，燈光在襲擊事件發生兩週年時正式點亮，成為每年九一一袭击事件的主要紀念儀式。2005年2月，紐約市法醫辦公室結束了在遺址識別人類遺骸的過程。
2008年8月，紐約市消防隊員將世界貿易中心的鋼製十字架捐贈給尚克斯維爾志願消防隊。橫梁安裝在一個形狀像五角大樓的平台上，豎立在聯合航空93號航班墜機現場附近的尚克斯維爾消防站外。
南塔的部分區域還損壞了附近的德意志银行大厦，2002年，該大樓確定無法修復，併計劃拆除。2011年1月，德意志銀行大樓的拆除工作完成。

#### 所有權
雖然紐約與紐澤西港務局通常被認為是世界貿易中心所有者，但在九一一襲擊事件發生後，該用地的所有權情況變得複雜起來。港務局確實擁有佔地16英畝（6.5公頃）的「重要」內部部分，但承認「自1960年代以來」世界貿易中心內部場地的各種財產所有權仍是模糊不清的狀態。尚不清楚是何者擁有世界貿易中心建成之前街道所在2.5英畝（1.0公頃）的土地，在隨後的交易中，港務局在2008 年將一些土地交給了拉里·西爾弗斯坦，包括新世貿中心二號大樓和三號大樓的土地。

## 新世貿中心規劃
九一一襲擊事件發生後不久，時任紐約市市長魯迪·朱利安尼、州長乔治·保陶基和總統喬治·W·布什發誓要重建世貿中心舊址。襲擊發生當天，朱利安尼宣稱：「我們將重建。我們將比以前更強大，政治上更強大，經濟上更強大。天際線將再次變得完整。」在2001年9月14日訪問現場時，布什通過擴音器向一群清理工人講話。人群中有人喊道：「我們聽不到你的聲音。」布什回答說：「我能聽到你的聲音。世界其他地方都能聽到你的聲音。推倒這些建築物的人，很快就會聽到我們所有人的聲音。」
在後來的國會演講中，總統宣布：「作為美國決心的象徵，我的政府將與國會和這兩位領導人合作，向世界展示我們將重建紐約市。」世界貿易中心租賃持有人拉里·西爾弗斯坦的直接反應是：「如果不重建紐約的這一部分，那將是悲劇中的悲劇。這也將使恐怖分子獲得他們所尋求的勝利。」然而到了2011年，新世貿中心規劃只有一棟建築世界貿易中心七號大樓，截至2018年6月重建的建築包括一號樓、四號樓、三號樓。
然而，鑑於重建工作的複雜性和高度政治性，新世界貿易中心的誕生經常被引用為成功的公私合作的例子，並被作為成功談判的案例研究。

### 曼哈頓下城發展公司
帕塔基州長於2001年11月成立了曼哈頓下城開發公司（LMDC），作為監督世界貿易中心重建過程的官方委員會。LMDC在重建過程中協調聯邦援助，並與紐約與紐澤西港務局、拉里·希爾弗斯坦和丹尼爾·里伯斯金予其建築工作室合作，該公司還處理與當地社區、企業、紐約市以及九一一襲擊事件受害者親屬的溝通。一個由16名成員（一半由州長任命、另一半由紐約市長任命）所組成的董事會則負責管理LMDC。
LMDC在恢復世界貿易中心遺址方面的法律地位值得懷疑，因為港務局擁有大部分財產，而拉里·希爾弗斯坦於2001年7月租用了世界貿易中心的辦公空間。但是 LMDC在2002年4月的一份聲明中，闡明了其行動原則，宣稱其在「振興曼哈頓下城」方面的作用。

### 襲擊後
在襲擊發生後的幾個月裡，建築師和城市規劃專家舉行了會議和論壇，討論重建世界貿易中心遺址的想法。2002年1月，紐約市藝術品經銷商馬克斯·普羅特奇從藝術家和建築師那裡徵集50幅概念圖和渲染圖，並在他的画廊展出。
2002年4月，LMDC向24家曼哈頓建築公司發出了重新設計世界貿易中心場地的提案請求，但該案件很快就撤回了。接下來的一個月，LMDC選擇了拜尔·布莱德·贝勒事務所作為世貿中心場地重新設計的規劃師。
2002年7月16日，拜尔·布莱德·贝勒事務所公佈了重新設計世界貿易中心遺址的六個概念。然而提交反饋的大約5,000名紐約人將所有六項設計都評為「差勁」，因此LDMC再次宣布了一項新的國際開放式設計競賽。

### 2002年遺址設計競賽
在2002年8月的新聞稿中，LMDC宣布了原世界貿易中心場域的設計研究。接下來的一個月，LMDC 與紐約新視野（由21家建築、工程、規劃、景觀建築和設計組織組成的聯盟）宣布了七名半決賽選手。隨後邀請了以下七家建築公司競爭成為世界貿易中心場域的總體規劃建築師：
- 福斯特建築事務所（诺曼·福斯特）
- 丹尼爾·里伯斯金建築事務所（丹尼爾·里伯斯金）
- 邁爾·艾森曼·格瓦斯梅·霍爾建築事務所（彼得·艾森曼、理查·麥爾、查爾斯·格瓦斯梅（英语：Charles Gwathmey）、斯蒂文·霍尔），人稱紐約五人組（英语：The_New_York_Five）
- SOM建築設計事務所
- THINK團隊（英语：THINK_Team）（坂茂、弗雷德里克·施瓦茨（英语：Frederic Schwartz）、肯·史密斯（英语：Ken_Smith_(architect)）、拉斐爾·維尼奧利（英语：Rafael Viñoly））
- 聯合建築事務所

紐約一家小型建築公司彼得森·利滕貝格（Peterson Littenberg）在2002年夏天早些時候被LMDC聘請為顧問，並被邀請作為第七名半決賽選手參加。
七名半決賽選手於2002年12月18日在布魯克菲爾德廣場冬季花園中庭向公眾展示他們的參賽作品。在接下來的幾週內，SOM建築設計事務所退出了競爭。
2003年2月，宣布兩位決賽選手的前幾天，拉里·西爾弗斯坦曾寫信給LMDC主席約翰·C·懷特海德，表達他對所有半決賽選手設計的不滿。作為雙塔的保險金接收人，西爾弗斯坦聲稱他擁有決定建造什麼的唯一權利。他宣布他已經選擇SOM建築設計事務所作為體規劃師。
2003年2月1日，LMDC 選出了兩名決賽選手，即THINK團隊和丹尼爾·里伯斯金工作室，並計劃在月底前選出一名獲勝者。THINK團隊的拉斐爾·維諾利和丹尼爾·里伯斯金工作室先後向LMDC展示了他們的設計，然而LMDC最終的定案則選擇採用THINK的設計。然而，同一天早些時候，LMDC成員羅蘭·W·貝茲召開了一次會議，公司同意在聽取最終報告之前投票支持THINK設計。最初委託LMDC的州長派塔基進行了干涉並否決了LMDC的決定。2003年2月27日，丹尼爾·里伯斯金工作室正式贏得競賽，成為世界貿易中心重新設計的總體規劃師。
里伯斯金最初的提案名為記憶基礎（Memory Foundations），在與希爾弗斯坦聘請的SOM建築設計事務所合作期間進行了廣泛的修改。雖然里伯斯金設計了場地，但各個建築是由不同的建築師設計的。雖然並非里伯斯金的所有想法都被納入最終設計，但他的設計及其獲得的大眾支持確實鞏固雙塔的原始遺跡，應該要變成紀念館而並非用於商業目的原則。因此，里伯斯金在紐約沃奇尔·立普顿律師事務所的律師開始多年的談判過程，以製定重建總體規劃。 2003年完成的過程的第一步是「交換」，希爾弗斯坦放棄了使用雙塔遺跡區域的權利，將雙塔遺跡改建為紀念館，作為交換，希爾弗斯坦獲得在紀念碑周圍建造五座新辦公大樓的權利。這場持續多年的「互換」及隨之而來的談判，因涉及的問題複雜、利益相關者眾多、達成的難度相當大，被稱為人類歷史上最複雜的房地產交易及共識。

### 批評
CBS在2010年約60分鐘特別節目中重點關注原爆點缺乏進展，特別是大多數建築物、一號大樓（以前稱為自由塔）沒有確定的完工日期，並在前後經歷三種不同的設計，以及所涉及的延誤和金錢費用。投資人希爾弗斯坦坦表示，港務局預計整個場地的完工日期是「2037年」，該項目已經花費了數十億美元，儘管原爆點「仍然是地上的一個洞」。在該集的採訪中，原爆點說：「我是世界上最沮喪的人……我已經78歲了；我想在有生之年看到這件事完成。」但到了2011年初，新世界貿易中心的所有五座辦公大樓都已開始建設。
舊世界貿易中心的社交中心，包括位於107層的「世界之窗」餐廳，該設施是世界貿易中心的旅遊景點，也是在塔樓工作的人的社交聚會場所。這家餐廳還設有美國最負盛名的葡萄酒學校之一，名為「世界之窗葡萄酒學校」，儘管多次保證將重建這些當地地標和全球景點，但港務局最終取消了重建「世界之窗」的計劃，這也激怒了一些觀察員。

## 新結構

### 大樓

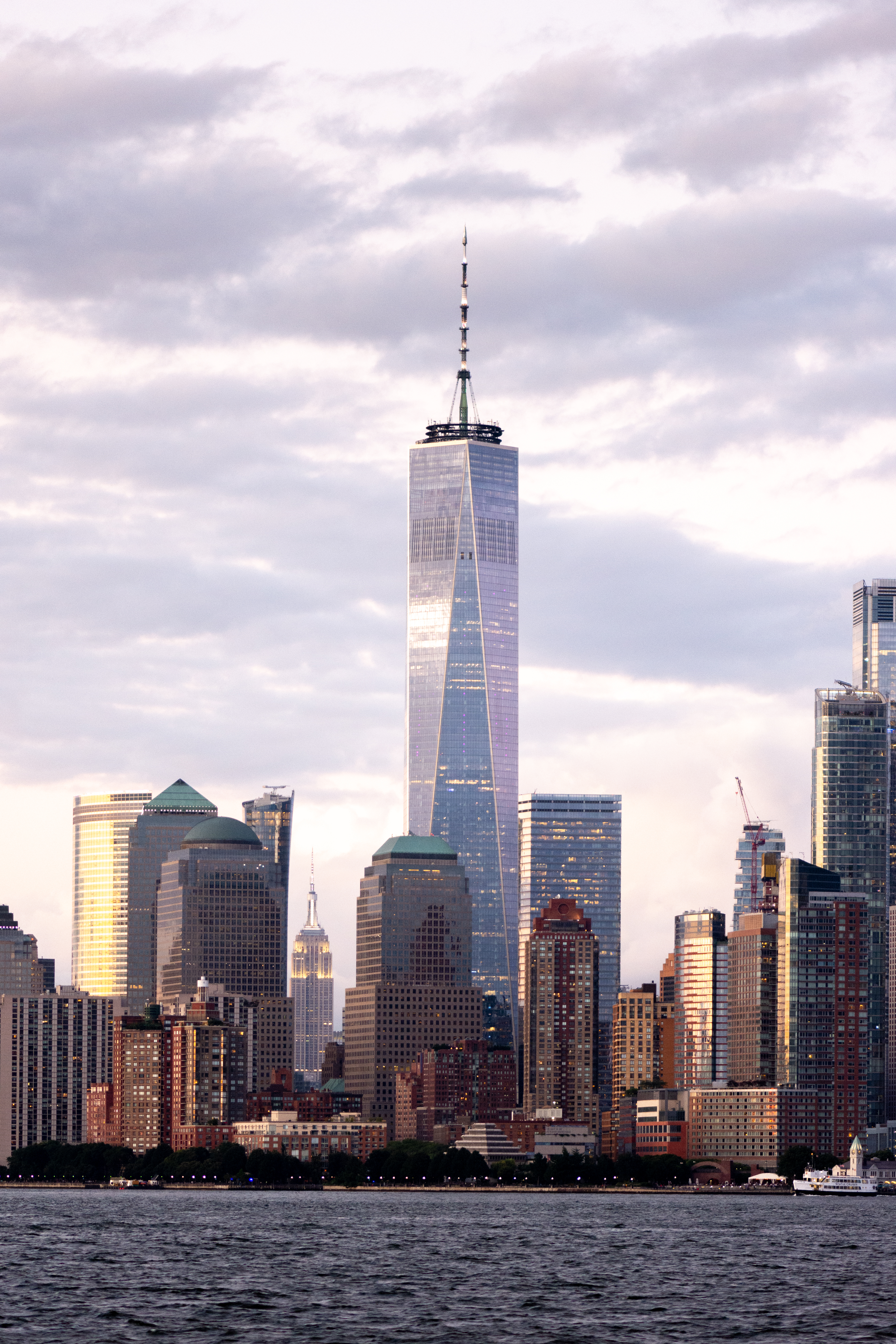
一號大樓
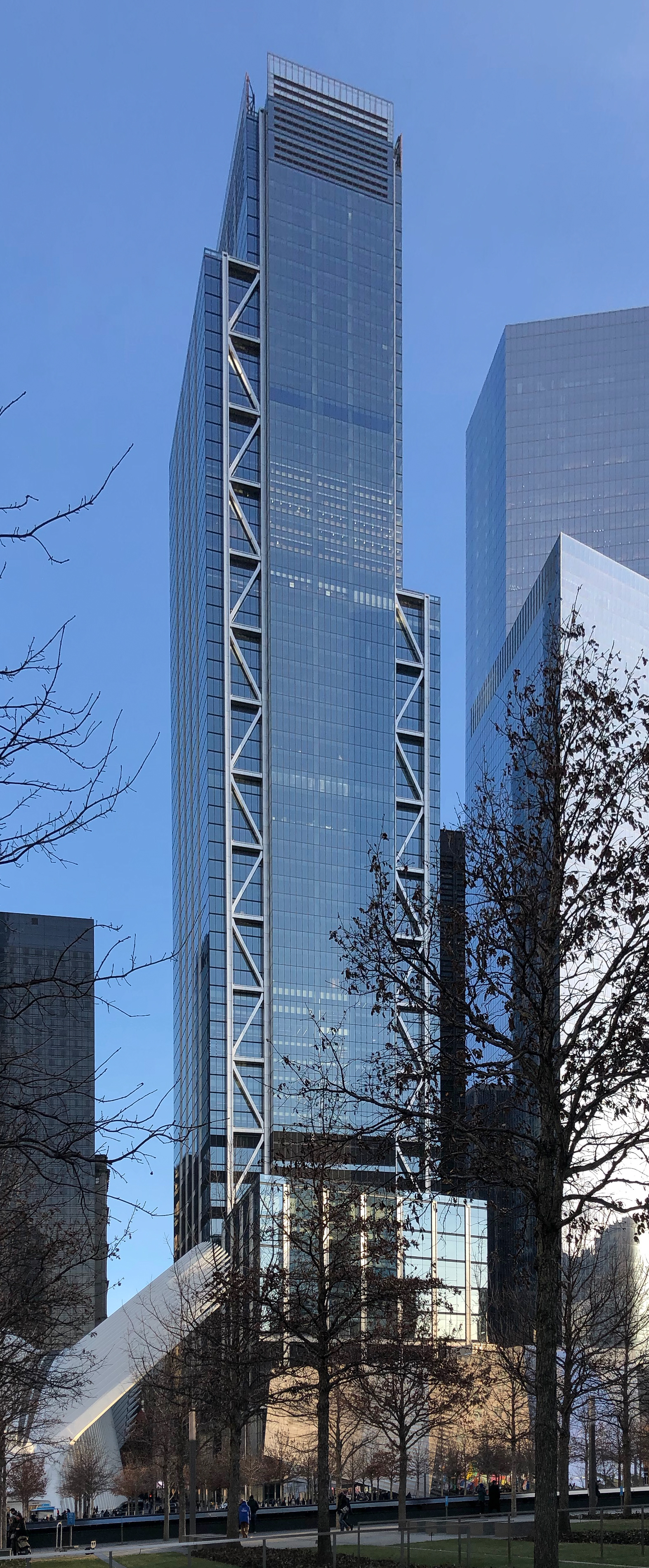
世界貿易中心三號大樓
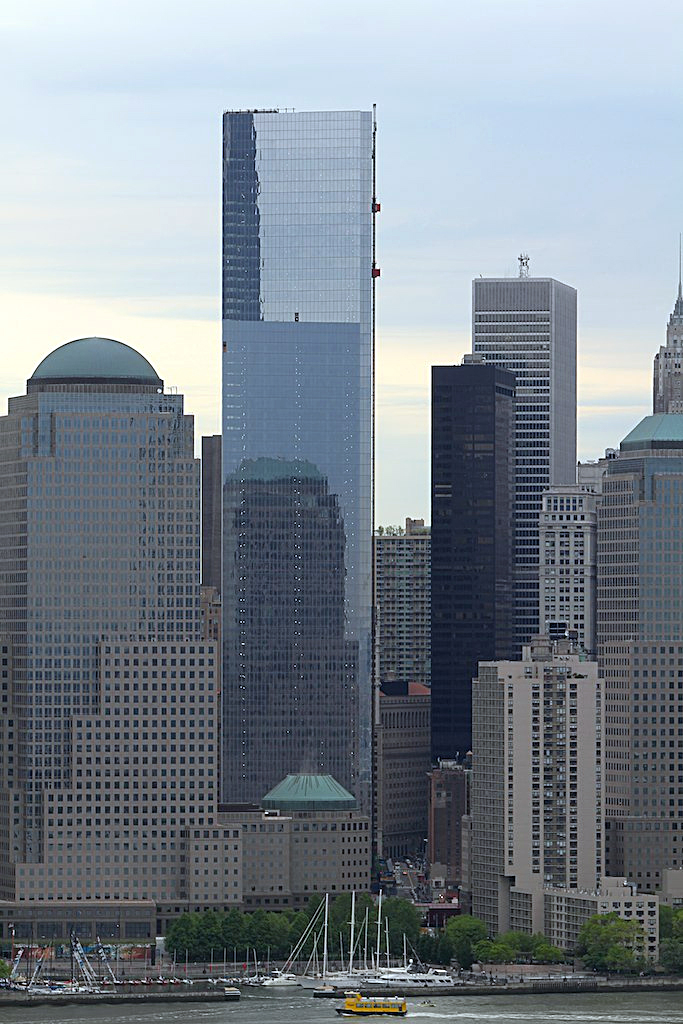
世界貿易中心四號大樓
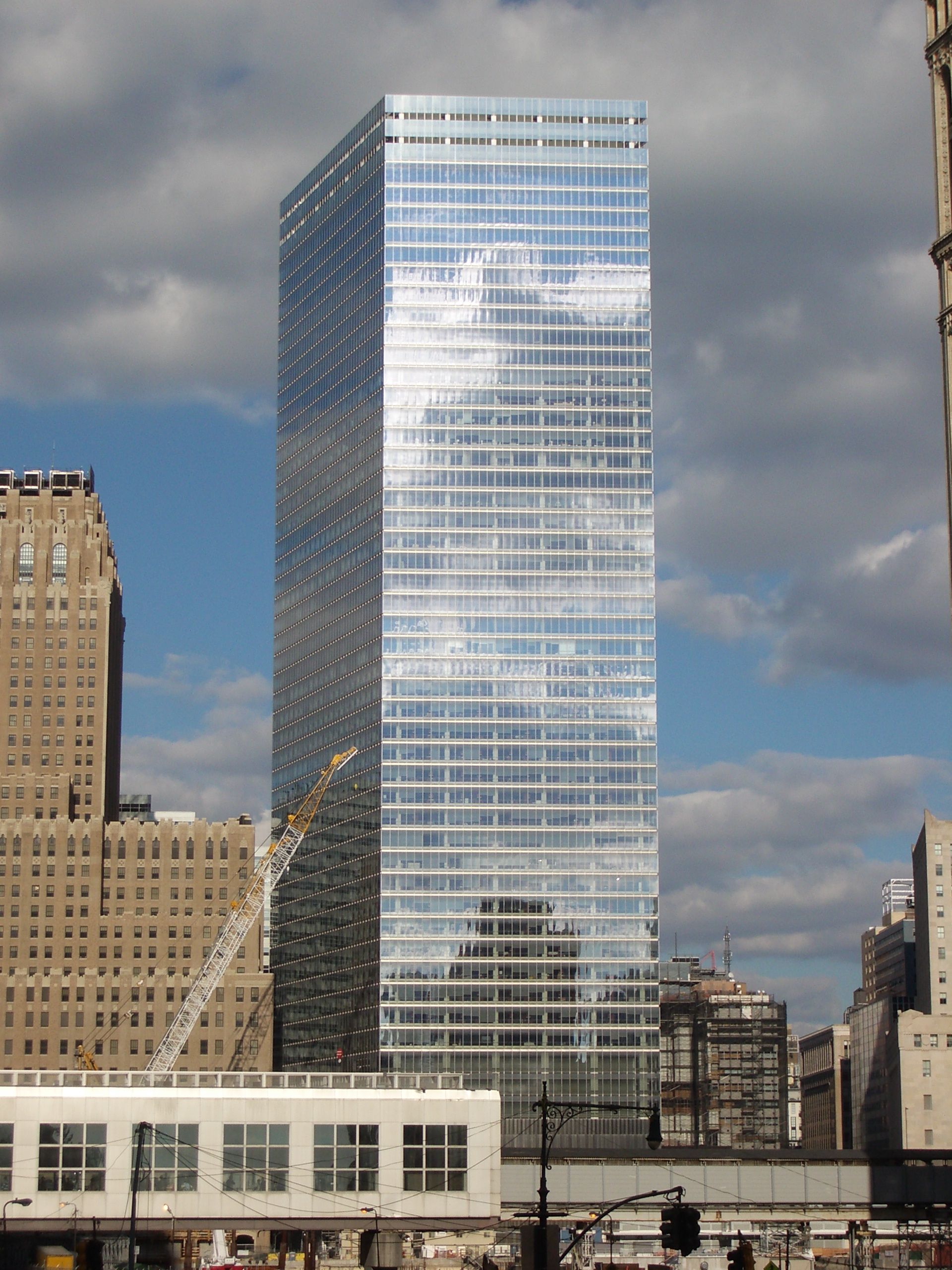
世界貿易中心七號大樓

一號大樓（之前被帕塔基州長命名為自由塔）是里伯斯金設計的核心。該建築為1,368英尺（417公尺），與原世界貿易中心北塔的高度相同，其天線上升至1,776英尺（541公尺）的象徵性高度。這個高度指的是1776年，也就是美國簽署美國獨立宣言的那一年。該塔是里伯斯金、SOM建築設計事務所與建築師大衛·柴爾斯的合作成果。
柴爾斯擔任一號大樓的設計建築師和項目經理，里伯斯金擔任概念和方案設計。大樓的原始設計於2004年完成，但在紐約市警察局提出安全問題後進行了廣泛修改，導致施工推遲了兩年。2006年，港務局接管了兆華斯坦地產。該項目的開發商铁狮门地产和建筑公司指定為一號大樓的施工經理。大樓的施工於2006年4月開始。由於附近設有IRT百老匯-第七大道線，因此在挖掘地基和安裝塔基鋼柱、混凝土和鋼筋的時間，是正常興建建築的兩倍長。該建築在2010年正式進行地上工程，以每週一層的速度進行建設，2012年8月封頂，並於2013年5月完成結構。。一號大樓於2014年11月3日開放，首批170名入住主要租戶，包括康泰纳仕。
丹麥建築師比亞克·英格爾斯設計了世界貿易中心二號大樓，也被稱為格林威治街200號。該建築的花園將翠貝卡的街區與世貿中心的金融區融為一體。根據2010年世貿中心四號大樓融資租賃協議的一部分，二號和三號世貿中心原計劃在地面建造。但到了2013年僅完成在街道層面的建設。目前大樓的其餘部分尚未建成。
RSHP設計了世界貿易中心三號大樓，即格林威治街175號，它與紀念館的兩個倒影池隔著格林威治街。在2008年秋季進行破土後，2009年5月，港務局提議將塔樓減至四層。2012年，後因開發商兆華斯坦地產財務困難，曾一度暫緩工程，在財務問題解決後再度動工。2015年，將原先設計的1,168英呎（356公尺）降為1,079英呎（329公尺）。最終，新建築在2018年完工。
槙文彥設計了世界貿易中心四號大樓，也被稱為格林威治街150號。該建築於2008年開始施工，到2012年已基本完成鋼骨架的工程。該建築於2013年11月開放，成為繼世貿中心七號大樓之後第二座在開放的塔樓，以及港務局財產上的第一座建築。首批搬入的租戶是兩個政府機構，截至2015年7月，該建築已出租62%的面積提供辦公服務。
世界貿易中心五號大樓由KPF建築事務所設計，將於德意志銀行大樓曾經所在的位置建造。2007年6月22日，港務局宣布摩根大通將租用42層大樓作為其投資銀行總部；然而，當摩根大通2008年3月收購貝爾斯登並遷移總部後，導致五號大樓的建設停滯，最終五號大樓的施工工程於2011年9月9日開始。雖然基礎已經完成，但主體結構的施工至今並未開始實行。
世界貿易中心七號大樓位於港務局財產之外。SOM建築設計事務所設計了這座塔。七號大樓的建設於2002年開始，該建築於2006年5月23日開放，並獲得LEED金牌認證。

### 紀念館和博物館

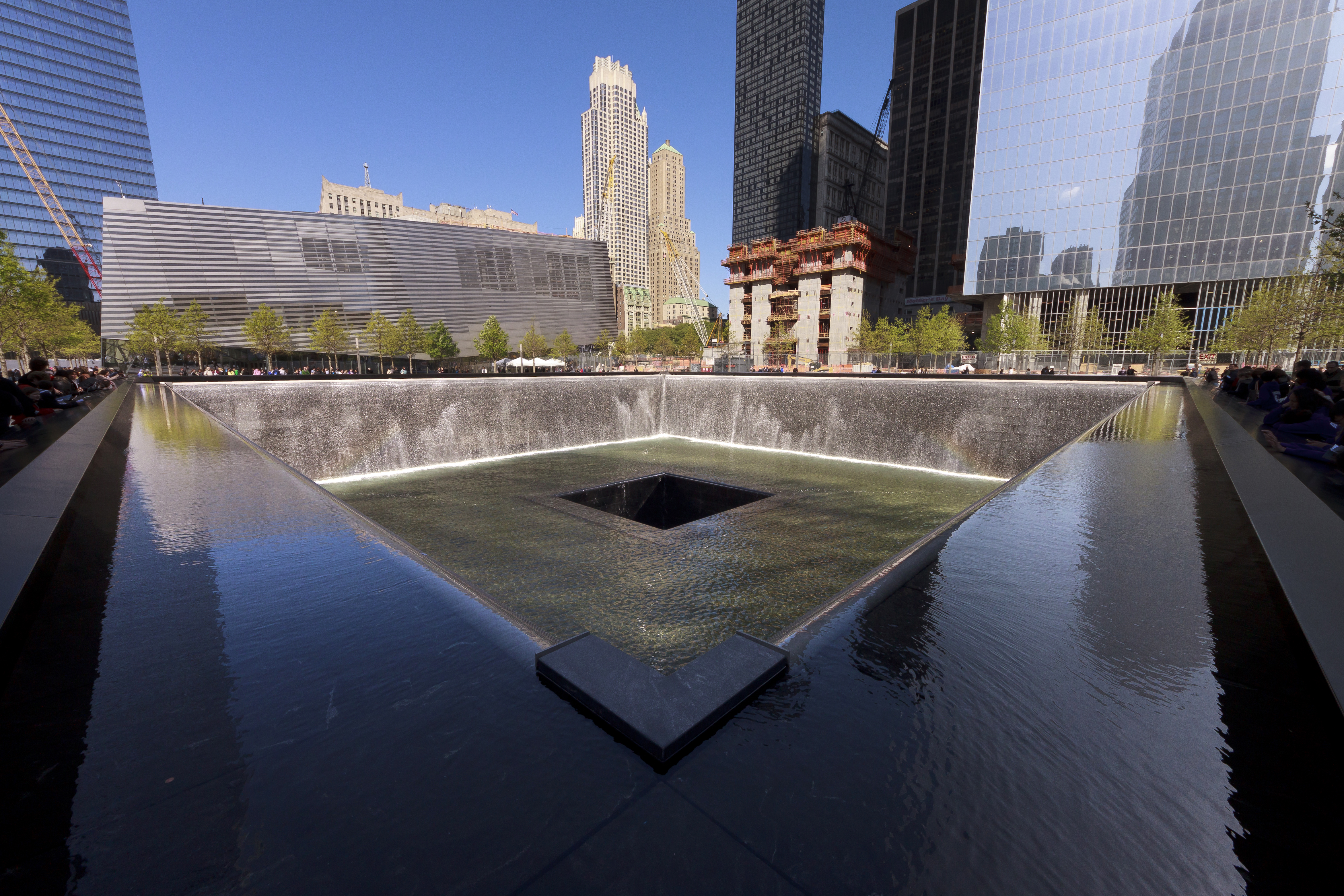
《倒映虛空》

在世界貿易中心遺址的所在地設有一座名為《倒映虛空》的紀念碑，該紀念碑是一片樹林圍繞著的兩個大型下沉湖，落葉樹二色櫟成排成簇。公園在街面上，在紀念博物館上。遇難者姓名（包括在五角大廈、美航77航班、聯合93航班和1993年世貿爆炸案的遇難者）刻在瀑布周圍的女兒牆上，排列方式並非單純按照字母排序，而是按照遇難者間的社交關係排序，有關聯者（例如關係親密，或罹難前在相近地點共度最後一刻者）即將其姓名相鄰排列。
這個紀念碑是由彼得·沃克（Peter Walker）和以色列裔美國建築師麥可·布拉德利設計，從2004年1月世界貿易中心舊址紀念競賽的5,000多名參賽者選出。
2004年10月12日，LMDC宣布Gehry Partners LLP和來自挪威的斯諾赫塔建築事務所將分別設計紀念園區和博物館。 由斯諾赫塔建築事務所設計的九一一國家紀念博物館則作為紀念園區和遊客中心的核心建築使用。
2011年9月12日是九一一襲擊事件10周年後的第一天，在基金會董事會通過了一大本規則條例後，紀念館對公共開放。2011年9月11日到2014年5月25日稱為「臨時營運期」，紀念館周圍的工程仍在進行。2014年5月25日，圍欄完成拆除。博物館方面則是於2014年5月15日開館，5月21日對外開放。

### 購物中心
為彌補新世貿中心沒有商業空間的遺憾，2013年12月初，西田集團宣布將投資8億美元收購了世界貿易中心重建場域的地下商業、零售空間約50%股權，使其總投資增加到超過14億美元。
2016年8月16日，重建的地下商場以「西田世界貿易中心」之名正式開幕。該購物中心擁有大約365,000平方英尺（33,900平方公尺）的空間，成為曼哈頓最大的購物中心。雖然新商場只佔原商場佔地面積的大約一半，但商場在此次的新設計採用了雙層結構，而原來的商場則為單層。此外臨近的世界貿易中心車站的也設有大量零售空間。

### 交通樞紐
聖地牙哥·卡拉特拉瓦設計了世界貿易中心車站 (PATH)以取代舊的世界貿易中心車站，其中「世界貿易中心交通樞紐」是該車站的正式名稱，該車站位於九一一國家紀念博物館下方，與地面的站房連接。「眼窗（Oclulus）」作為世貿大廈綜合體的公共區域，位於世界貿易中心二號大樓和世界貿易中心三號大樓之間。車站與紐約地鐵系統的車站連接，並通過從福爾頓轉運中心到砲台公園城市渡輪碼頭的一系列地下行人通道與曼哈頓下城的不同交通設施連接。
在2003年由里伯斯金領銜製作的重建計劃中，實際上並沒有大型轉運站的建設計劃，僅有一個原地下車站沿線的小站的重建計劃。里伯斯金設計要求卡拉特拉瓦對空間保持開放，形成一個「光楔」，以便在秋季時車站周圍的太陽光線每年九月份擊中世界貿易中心。2004年，紐新港務局修改了里伯斯金的重建方案，計劃在下城修建與賓州車站和大中央車站相媲美的大型轉運站。貼合里伯斯金的想法，即在每年9月11日能夠開啟的車站天窗，卡拉特拉瓦的設計被要求能夠在九月秋分時的太陽能最大地直射入車站。

### 演藝中心
世界貿易中心表演藝術中心的興建於2004年宣布，該建築將由Gehry Partners, LLP和斯諾赫塔建築事務所設計。其施工於2014年12月開始，在2015年重新設計後，宣布將由約書亞·普林斯-雷默斯獲得了設計該建築的合同。2016年6月，該中心重新更名為「羅納德·O·佩雷爾曼表演藝術中心」，以紀念億萬富翁羅納德·佩雷爾曼向該中心捐贈了7500萬美元，2016年9月8日，雷默斯設計的新中心造型公佈。地下停車場於2017年開工建設，自2018年開建後。該中心計劃於2023年開放。
完工後，表演藝術中心的三層樓面積約為90,000平方英尺（8,400平方公尺）。公共樓層將位於街道層，並設有餐廳/酒吧，在演出中場休息期間提供茶點。二樓將包括劇院演員的排練和更衣室，三樓將容納三作劇院。三個劇院的設計都使牆壁能夠旋轉和擴展，以便在需要時為單個劇院提供額外的空間。劇院總共可容納1,200人。

### 自由公園
自由公園是一個新的高架公園，建在世界貿易中心遺址場地西南角，名為車輛安全中心停車場的頂部。車輛安全中心於2013年竣工後，自由公園便開始進入施工作業。港務局因而於2013年12月撥款約5000萬美元以用於建設。最終該公園於2016年6月29日正式開放。2017年8月16日，港務局在公園內安裝原置放於原世界貿易中心中庭，在襲擊中倖免的標誌性雕塑天球。
世界貿易中心聖尼古拉國家朝聖地建設於該公園，將取代原來柏樹街155號的希臘正教會聖尼古拉堂，該堂在九一一襲擊事件中世界貿易中心南塔倒塌時被壓毀，是襲擊事件中世界貿易中心以外唯一完全毀壞的建築物。2008年7月23日，港務局與教會領袖達成協議，港務局獲得教會佔用的1,200平方英尺（110平方公尺）土地，約2000萬美元以搬遷教堂。然而官員卻在2009年食言，導致美國希臘東正教教區起訴港務局。2011年10月14日，雙方正式簽署重建教堂的協議，結束了所有法律訴訟。 
2014年10月，聖尼古拉堂舉行了奠基儀式和象徵性的奠基儀式，預計兩年內完工。然而2017年12月，由於未支付費用，導致教堂的建設工程停工。該工程最後於2020年8月重新開始。並於2022年12月6日聖尼古拉節期間全面向民眾開放。
自由公園佔地1英畝（0.40公頃），長300英尺（91公尺）、高20英尺（6.1公尺），其園區可容納約750人。綠牆位於自由街立面上。人行天橋的人行道沿著公園彎曲；出口包括三個樓梯、人行天橋和通往格林威治街的直坡道。在這些出口中，一個寬闊的樓梯與格林威治街平行，公園西街盡頭有木製長椅和小型圓形劇場式的高架空間。在自由街處設有一個觀景台，在教堂腳下還有一個略微彎曲的觀景台。

### 菲特曼大廳
最初的菲特曼大廳於1959 年作為辦公樓開放，位於在以格林威治街、巴克萊街、西百老彙和公園廣場為界的街區。2000年，擁有該建築的紐約州宿舍管理局開始大規模翻新，以更好地適應該建築以供教室使用。然而在襲擊中，菲特曼大廳被七號大樓倒塌的碎片嚴重損壞。翻修從未完成，最終該建築於2008年被拆除。經過一系列的延誤，最終由建築公司Pei Cobb Freed & Partners  設計的新建築於2009年12月動工，並於2012年完工。

## 專屬郵政編碼
在襲擊事件發生之前，世界貿易中心使用郵政編碼10048，並分配了8名郵遞員為大樓的租戶遞送郵件。所有郵政服務員工都在襲擊中倖存下來，然而在九一一襲擊事件發生後的幾個月裡，每天仍有超過80,000封寄往世界貿易中心的郵件，其中包括一些寄給搜索犬或救援人員等收件人的郵件。到2003年，每天仍有3,600封郵件被發送到 10048。這些郵件均由位於曼哈頓中城賓夕法尼亞車站對面的詹姆斯·A·法利邮政局大楼處理。寄送至10048的郵件將信使保留以供取走、轉發給預定的收件人、退還給發件人或進行銷毀。
襲擊發生後，美國郵政局為世貿中心的前住戶提供了為期三年的免費郵件轉發服務，到2006年底，發送到10048的信件數量已減少到每天約300件，大部分來自尚未更新其群發郵件列表的企業和組織。
教堂街車站郵局大樓毗鄰新世界貿易中心和車站，服務於郵政編碼10007，適用於周圍的翠貝卡街區及新世貿中心，當前郵政編碼10048已經不再使用。

## 外部連結
- 官方网站
- Reviving Ground Zero （页面存档备份，存于） – interactive slideshow with audio by The New York Times

重建組織網站：
- Project Rebirth
- World Trade Center Rising 的存檔，存档日期March 7, 2021，.
- RebuildGroundZero, a community project based on Ground Zero's rebuilding

40°42′42″N 74°00′48″W / 40.71167°N 74.01333°W